# Вилуса
Вилуса (или Вилусия, хетт. 𒌷𒃾𒇻𒊭) — крупный город позднего бронзового века в западной Анатолии. Упоминается хеттскими источниками XIII века до нашей эры как часть конфедерации Ассува.

## Отождествление с Троей
Город часто отождествляют с легендарной древнегреческой Троей. Многие современные археологи предполагают, что Вилуса соответствует археологическому памятнику в Турции, известному как Троя VII. Город был разрушен около 1190 г. до н. э.
В «Илиаде» Илионом называется город, тогда как под Троей понимается прилегающая к нему территория. Позднее на этом же месте возник полис Илиос или Илион (др.-греч. Ἴλιος, Ἴλιον). По мнению ряда авторов, имя Вилуса этимологически связано с этими названиями. На эту идентификацию современных ученых натолкнула Хроника Иеронима (хронология мифической и Древней Греции), написанные около 380 г. н. э. Иеронимом Стридонским. Кроме того, в настоящее время считается, что современный полуостров Троада, на котором располагалась Троя, соответствует хеттскому топониму Таруиша.

## Критика
Не все ученые приняли отождествление Вилуса с Троей. Например, существует альтернативная гипотеза, согласно которой Вилуса находилась недалеко от Бейджесултана, который в свою очередь в эпоху Византийской империи был известен как Илузия (греч. Ἴλουζα).

## Упоминания
Поселение Вилуса упоминается в ряде источников в хеттских источниках, в том числе:
- письмо Манапа-Тархунта (ок. 1310—1280 до н. э.), которое упоминает город за рекой Сеха (совр. Бакыр);
- договор Алаксандуса (ок. 1280 г. до н. э.) между Алаксандусом Вилусским и Муваталли II Хатти;
- письмо (о/к) Тавагалав(е) (ок. 1250 до н. э.): адресованное царю Аххиявы письмо царя Хеттского царства Хаттусили III (правил приблизительно в 1275—1250 годах до н. э.), в котором упоминается военный конфликт из-за Вилусы[1][2][3];
- письмо Милаваты[2][3] (ок. 1240 г. до н. э.), которое, как полагают, было написано Тудхалией IV.